# One Day (2 Brothers on the 4th Floor)
One Day is een nummer van de Nederlandse eurodancegroep 2 Brothers on the 4th Floor uit 1997, met zangeres Desray en rapper D-Rock. Het is de zesde en laatste single van hun tweede studioalbum 2.
Het nummer bevat een iets ander geluid dan de meeste nummers van 2 Brothers on the 4th Floor. Waar de band normaliter vooral de eurodance of happy hardcore opzoekt, neigt "One Day" veel meer naar R&B en hiphop. De plaat werd een bescheiden hit in Nederland, waar het de 10e positie behaalde in de Nederlandse Top 40.